# Clarias salae
Clarias salae es una especie de pez de la familia Clariidae en el orden de los Siluriformes.

## Morfología
Los machos pueden llegar alcanzar los 50,8 cm de  longitud total.

## Distribución geográfica
Se encuentra desde Guinea a Costa de Marfil.